# فاضل امیرجهانی
سید فاضل امیرجهانی (زادهٔ ۱۳۳۵ در سلطانیه) نمایندهٔ اصلاح طلب حوزهٔ انتخابیهٔ ابهر و خرمدره در دورهٔ ششم مجلس شورای اسلامی بوده‌است. وی پیش‌تر در دورهٔ چهارم نیز عضو این مجلس بود.